# Vuelta a Formosa Internacional
La Vuelta a Formosa Internacional (it. Giro di Formosa Internazionale) è una corsa a tappe maschile di ciclismo su strada che si svolge nella provincia di Formosa, in Argentina. Dal 2022 è inserita nell'UCI America Tour classe 2.2.

## Albo d'oro
Aggiornato all'edizione 2023.
| Anno | Vincitore      | Secondo       | Terzo              |
| ---- | -------------- | ------------- | ------------------ |
| 2022 | Nicolás Tivani | Victor Ocampo | Franklin Archibold |
| 2023 | Laureano Rosas | Óscar Sevilla | Agustin del Negro  |